# Roma Express
Der Roma Express ist ein für Kreuzfahrtpassagiere reservierter Zug, der Civitavecchia Marittima mit Roma San Pietro verbindet. Er wird durch SeaTrain betrieben und verkehrt seit 2005. Für den Dienst werden meist zwei Dieseltriebwagen ALn 776 genutzt.
Die Triebwagen mietete SeaTrain von der Ferrovia Centrale Umbra. Sie wurden mit roten Ledersitzen, Teppichboden, Vorhängen, indirekter Deckenbeleuchtung, Klimaanlage, Beschallungsanlage und erneuertem WC ausgestattet und erhielten einen neuen Anstrich in Amarant und Gold, wie sie im Wappen von Rom vorkommen.
Die fünf gemieteten Triebwagen wurden mit Namen von Sehenswürdigkeiten, Straßen und Plätzen in Rom getauft, die in Schnörkelschrift an den Seitenwänden angebracht sind:
- ALe 776.019 Piazza Navona
- ALe 776.022 Via Veneto
- ALe 776.059 Circo Massimo
- ALe 776.060 Colosseo
- ALe 776.073 Città del Vaticano[1]